# Parafia św. Małgorzaty DM w Łomiankach
Parafia pw. św. Małgorzaty DM w Łomiankach – parafia rzymskokatolicka znajdująca się w dekanacie kampinoskim, archidiecezji warszawskiej, metropolii warszawskiej Kościoła katolickiego, w Łomiankach, obsługiwana przez księży diecezjalnych.
Parafia została erygowana w 1461. 

## Kościół parafialny
- Kościół św. Małgorzaty DM w Łomiankach

Obecny kościół parafialny pochodzi z lat dziewięćdziesiątych XX wieku. Mieści się przy ulicy Warszawskiej, w dzielnicy Łomianki Centralne.